# Costantino Marenco
Costantino Marenco anche Marengo o De Marenchi (... – 1497) è stato un vescovo cattolico italiano, vescovo di Acqui dal 1484 fino alla sua morte.

## Biografia

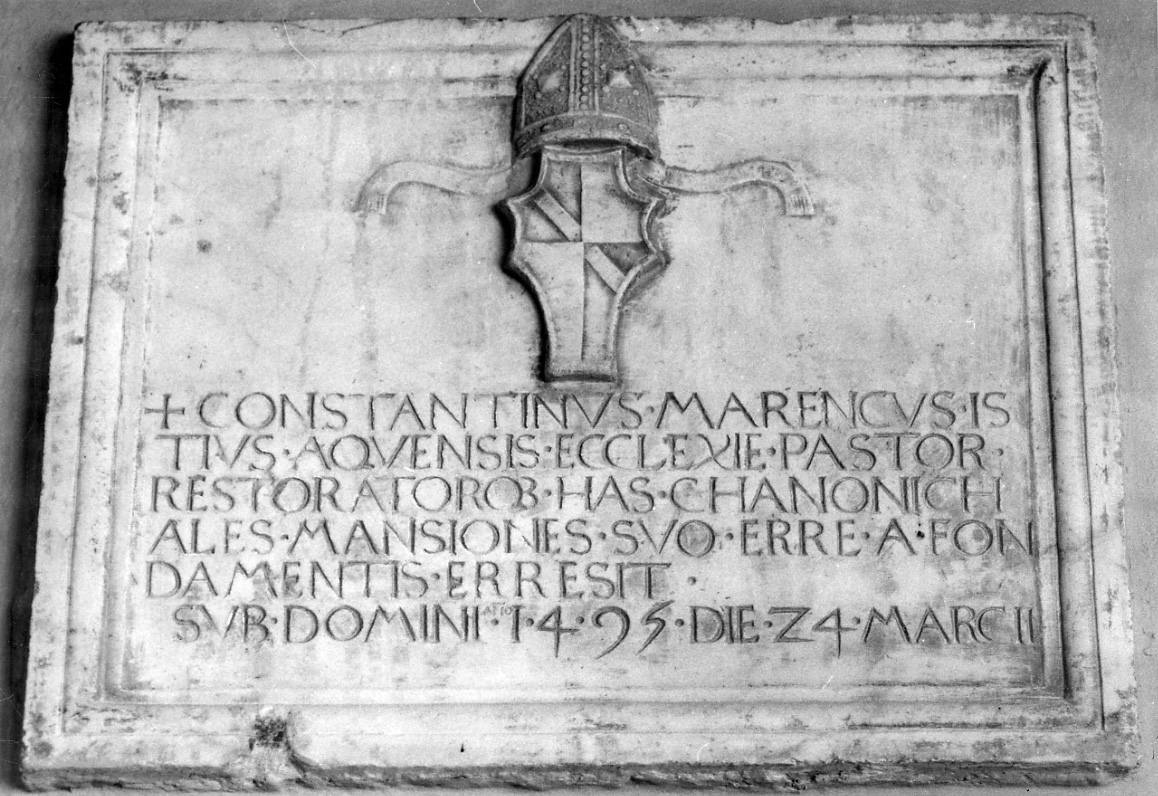
Iscrizione nel palazzo vescovile di Acqui recante lo stemma del vescovo Costantino Marenco messa a disposizione dal [https://catalogo.beniculturali.it/detail/HistoricOrArtisticProperty/0100127666 catalogo generale dei beni culturali

Costantino Marenco nacque da una nobile famiglia di Ricaldone trasferitasi ad Acqui nel XIV secolo. Segretario del cardinale Teodoro Paleologo, fu nominato vescovo di Acqui da papa Sisto IV il 20 febbraio 1484; al momento della nomina Marenco era ancora laico quindi nella bolla il papa non solo lo nominò vescovo ma lo insignì anche del carattere clericale.
Tra i primi impegni del nuovo vescovo, in continuità con l'opera del suo predecessore, rinnovò ai chierici della diocesi l'obbligo dei dettami delle prescrizioni decise dal sinodo provinciale del 1455 con particolare attenzione all'obbligo di residenza. 
Nel 1480 si appellò al pontefice perché risolvesse la controversia nata tra la mensa vescovile e i Malaspina, marchesi di Morsasco e Cremolino, che si erano impossessati dei feudi di Terzo e Visone. Papa Sisto IV inviò l'arciprete di Asti nel tentativo di dirimere la vertenza che, dopo lunghe controversie, però si risolse a favore dei marchesi.
Durante il suo episcopato si trovò anche nella delicata situazione di dovere risolvere una disputa che si era creata tra la città di Acqui e il marchese del Monferrato: alla sua morte un certo Giovanni Bescheria lasciò una cospicua somma al comune perché venisse costruito un ponte sulla Bormida a favore degli abitanti della zona Bagni e di Ovrano. Il marchese emise però una ordinanza che trasferiva i diritti ereditari di Bescheria a suoi lontani parenti che si erano opposti alla donazione al comune. Il vescovo, trovandosi in una situazione delicata, si rivolse alla Santa Sede che, tramite breve pontificio, sostenne le tesi del comune che poté così ereditare quei soldi e costruire il ponte.
Gli ultimi anni dell'episcopato furono contraddisti da una nuova epidemia di peste e dalla distruzione causata dal passaggio delle truppe di Carlo VIII di Francia di ritorno nelle sue terre dopo la sua disastrosa discesa in Italia: in questo periodo le fortezze di Sezzadio e Alice vennero distrutte e i paesi di Bergamasco e Castelnuovo d'Incisa furono dati alle fiamme.
Morì nel 1497.